# 洪口墩遗址
31°27′03″N 120°16′29″E / 31.45091°N 120.27469°E
洪口墩遗址，位于中华人民共和国江苏省无锡市滨湖区雪浪街道葛埭村。是无锡市文物保护单位。

## 特点
洪口墩遗址土墩面积为4万平方米，平均高约2-3米。1992年7月，采集到新石器时代马家浜文化类型的陶器残片和玉石器。1992年11月4日，当地考古队进行挖掘，发现红陶腰沿釜、陶鼎足、陶盆、牛鼻等。1995年，考古队在遗址西南出土一些文物，内有明朝洪武年间的三处砖窑遗址。2003年，无锡市人民政府公布其为无锡市文物保护单位。

## 相关
- 庵基墩遗址
- 赤马嘴遗址